# François Merry Delabost
François Merry Delabost, né le 29 août 1836 à Saint-Saire et mort le 11 mars 1918 à Rouen, est un médecin français inventeur de la douche en 1872.

## Biographie
François Merry Delabost fait ses études à la pension Lecaplain de Rouen et au lycée Corneille. Il est lauréat du prix Pillore en 1862. Chirurgien à l’Hôtel-Dieu de Rouen de 1867 à 1883.
Médecin-chef de la prison Bonne-Nouvelle à Rouen, il est connu pour être l’inventeur de la douche en 1872. Il a l’idée de la douche, non pas pour équiper les logements, mais pour améliorer l’hygiène dans les prisons françaises. Il a vendu son invention en mettant en avant les économies d’eau réalisées comparativement au bain. 
Il est membre de l'Association française pour l'avancement des sciences.
Il est nommé directeur de l’École préparatoire de médecine et de pharmacie de Rouen en 1890.
Il est nommé chevalier de la Légion d'honneur en 1893 et élu président de l’Académie des sciences, belles-lettres et arts de Rouen en 1897.
Il meurt 76 rue Ganterie à Rouen. Ses obsèques sont célébrées dans l'église Saint-Godard de Rouen et il est inhumé à Saint-Saire.
Une rue de Rouen dans le quartier Saint-Sever porte son nom.

## Œuvres
- « Note sur un système d’ablutions pratiqué à la prison de Rouen et applicable à tous les grands établissements pénitentiaires ou autres », dans Extrait des Annales d’hygiène publique et de médecine légale, 2e série, t. xliii, 1875.
- « Bains-douches de propreté, nouveaux appareils de bains dans les prisons françaises. Lettre à M. le secrétaire général de la Société générale des prisons », dans Bulletin de la Société générale des prisons, juin 1882.
- Jean-Baptiste Laumonier, Les Flaubert : Simple esquisse de trois chirurgiens de l’Hôtel-Dieu de Rouen pendant un siècle (1785-1882), Évreux, Charles Hérissey, 1889.
- « Les Bains-douches à bon marché à Bordeaux et à Rouen », dans La Normandie médicale, 1896.
- « [La] Question des bains scolaires à Rouen, communication faite à la Société normande d’hygiène pratique », dans La Normandie médicale, 15 août et 1er septembre 1906.

## Distinctions
- Officier d'académie
- Officier de l'Instruction publique
- Médaille d'honneur des épidémies
- Chevalier de la Légion d'honneur (décret du 3 septembre 1893). Il est fait chevalier par Ernest Hendlé le 9 novembre 1893